# Valčianska pahorkatina
Valčianska pahorkatina je geomorfologický podcelek Turčianské kotliny. Leží v její západní části a tvoří pás v podhůří Malé Fatry. Severním okrajem zasahuje na území města Martin.

## Vymezení
Pahorkatina zasahuje pás mírně zvlněného území na pomezí rovinaté říční nivy a hornaté Malé Fatry. Z hor přitékají do kotliny horské potoky, vytvářející příčná údolí. Na severozápadě vystupuje Malá Fatra podcelku Lúčanská Fatra, východní okraj plynule přechází do Turčianské nivy a na jihu navazuje Diviacka pahorkatina, oba podcelky Turčianské kotliny. Jihozápadní okraj vymezuje pohoří Žiar s podcelky Vyšehrad a Sokol.

## Doprava
Okrajem pahorkatiny vede silnice z Horní Nitry, na kterou jsou napojeny cesty nižší kategorie, obsluhující obce.